# Liste der Kulturgüter in Rolle
Die Liste der Kulturgüter in Rolle enthält alle Objekte in Rolle im Kanton Waadt, die gemäss der Haager Konvention zum Schutz von Kulturgut bei bewaffneten Konflikten, dem Bundesgesetz vom 20. Juni 2014 über den Schutz der Kulturgüter bei bewaffneten Konflikten sowie der Verordnung vom 29. Oktober 2014 über den Schutz der Kulturgüter bei bewaffneten Konflikten unter Schutz stehen.
Objekte der Kategorien A und B sind vollständig in der Liste enthalten, Objekte der Kategorie C fehlen zurzeit (Stand: 1. Januar 2023).

## Kulturgüter
| Foto |                                                                                      | Objekt                                                                                                 | Kat. | Typ | Standort                                    | Beschreibung                                                                              |
| ---- | ------------------------------------------------------------------------------------ | --- | ---- | --- | ------------------------------------------- | ----------------------------------------------------------------------------------------- |
| ja   | Datei hochladen · Wikidata zu Schloss Rolle (Q2970420)                               | Schloss und Brunnen / Château et fontaine KGS-Nr.: 06437                                               | A    | G   | Grand-Rue 1 515714 / 145852                 |                                                                                           |
| ja   | Datei hochladen · Wikidata zu Île de la Harpe (Q665880)                              | Harfeninsel / Île de la Harpe KGS-Nr.: 06438                                                           | A    | G   | 515550 / 145501                             |                                                                                           |
| ja   | Datei hochladen · Wikidata zu Historischer Bestand der Gemeindebibliothek (Q2901436) | Historische Bibliothek / Bibliothèque historique KGS-Nr.: 09313                                        | A    | S   | Grand-Rue 1 515711 / 145844                 |                                                                                           |
| BW   | Datei hochladen · Wikidata zu Ehemaliges Hotel de la Couronne (Q29891472)            | Ehemaliges Hotel de la Couronne / Ancien Hôtel de la Couronne KGS-Nr.: 06433                           | B    | G   | Grand-Rue 44 515539 / 145870                |                                                                                           |
| ja   | Datei hochladen · Wikidata zu Ehemaliges Haus Allinges (Q29891474)                   | Ehemaliges Haus Allinges / Ancienne maison d’Allinges KGS-Nr.: 06434                                   | B    | G   | Grand-Rue 50 515514 / 145836                |                                                                                           |
| BW   | Datei hochladen · Wikidata zu Bellerive (Q29891475)                                  | Bellerive KGS-Nr.: 06435                                                                               | B    | G   | Route de Genève 26 514775 / 145076          |                                                                                           |
| BW   | Datei hochladen · Wikidata zu Casino (Q29891477)                                     | Casino KGS-Nr.: 06436                                                                                  | B    | G   | Rue du Port 15 515350 / 145473              |                                                                                           |
| BW   | Datei hochladen · Wikidata zu (Q29891479)                                            | Institut Le Rosey KGS-Nr.: 06439                                                                       | B    | G   | Le Rosey 1–3 514586 / 145863                | Umfasst Schloss, alte Nebengebäude, Springbrunnen, Wasserbecken, Umfassungsmauer und Tor. |
| BW   | Datei hochladen · Wikidata zu (Q29891480)                                            | Les Uttins, Herrenhaus und Bauernhaus / Les Uttins, maison de maître et maison paysanne KGS-Nr.: 06440 | B    | G   | Route de Genève 2 515252 / 145551           |                                                                                           |
| BW   | Datei hochladen · Wikidata zu SBB-Brücke (Q29891482)                                 | SBB-Brücke / Pont CFF KGS-Nr.: 06441                                                                   | B    | G   | À la Biguaire 515179 / 146189               |                                                                                           |
| BW   | Datei hochladen · Wikidata zu Reformierte Kirche (Q16266364)                         | Reformierte Kirche / Temple KGS-Nr.: 06442                                                             | B    | G   | Route des Quatre-Communes 9 515312 / 145845 |                                                                                           |